# Río Segundo (buque)
El Río Segundo fue un buque de carga de Argentina que estuvo activo desde 1947 hasta 1977.

## Historia
Construido por Burntisland Shipbuilding Company de Burntisland, Escocia, en el marco de un plan naval encarado por el IAPI. Prestó servicio con la Flota Mercante del Estado (FME) desde 1947 hasta su transferencia a ELMA en 1961. Permaneció activo en esta empresa hasta 1977, cuando fue dado de baja.